# Vollsjö
Vollsjö är en tätort i Sjöbo kommun i Skåne län. Genom samhället flyter Vollsjöån.
Kyrkbyn i Vollsjö socken, Vollsjöby, ligger en knapp kilometer sydväst om stationssamhället. Här finns Vollsjö kyrka.
Inne i byn finns Vollsjö Mill, en gammal sädesmölla från 1800-talet. Möllan är idag en mötesplats för kulturella aktiviteter i form av konstutställningar och design. Här finns möjlighet till att fika och köpa konsthantverk som går att hitta i butiken. 
I Vollsjö går Piratenmuseet att besöka och innehåller en utställning om den berömda författaren Fritiof Nilsson Piratens liv och verksamhet. Varje år tillkännages årets Piratenpristagare vid pumphuset i Vollsjö. 

## Befolkningsutveckling
| Befolkningsutvecklingen i Vollsjö 1960–2020                                 | Befolkningsutvecklingen i Vollsjö 1960–2020 | Befolkningsutvecklingen i Vollsjö 1960–2020 | Befolkningsutvecklingen i Vollsjö 1960–2020 | Befolkningsutvecklingen i Vollsjö 1960–2020 |
| --------------------------------------------------------------------------- | ------------------------------------------- | ------------------------------------------- | ------------------------------------------- | ------------------------------------------- |
|                                                                             |                                             |                                             |                                             |                                             |
| År                                                                          |                                             |                                             | Folkmängd                                   | Areal (ha)                                  |
| 1960                                                                        | 1960                                        |                                             | 600                                         |                                             |
| 1965                                                                        | 1965                                        |                                             | 588                                         |                                             |
| 1970                                                                        | 1970                                        |                                             | 700                                         |                                             |
| 1975                                                                        | 1975                                        |                                             | 752                                         |                                             |
| 1980                                                                        | 1980                                        |                                             | 758                                         |                                             |
| 1990                                                                        | 1990                                        |                                             | 744                                         | 94                                          |
| 1995                                                                        | 1995                                        |                                             | 743                                         | 94                                          |
| 2000                                                                        | 2000                                        |                                             | 737                                         | 95                                          |
| 2005                                                                        | 2005                                        |                                             | 788                                         | 95                                          |
| 2010                                                                        | 2010                                        |                                             | 836                                         | 95                                          |
| 2015                                                                        | 2015                                        |                                             | 813                                         | 152                                         |
| 2020                                                                        | 2020                                        |                                             | 843                                         | 148                                         |
| Anm.: sammanvuxen med Stenhaga och Ekslättsgård 2015 och med Vollsjöby 2023 |                                             |                                             |                                             |                                             |

## Samhället

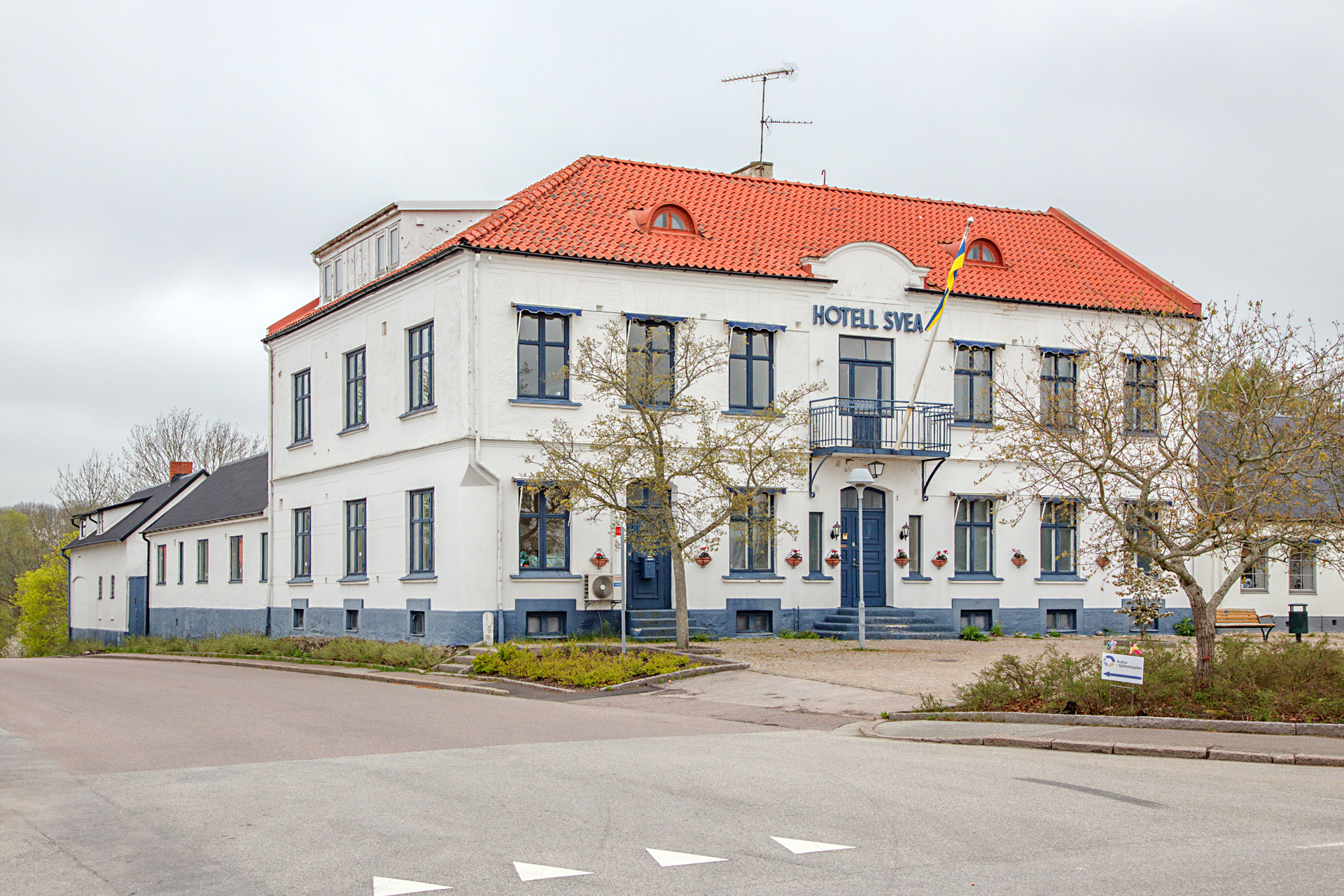
Hotel Svea i Vollsjö, 2019.

Stationshuset byggdes 1866 när Ystad-Eslövs Järnväg byggdes. Det var bemannat ända fram till 1975, men förföll sedan till man slutligen rev det. Kvar finns godsmagasinet, banvaktsstugan och pumphuset, som omnämns i flera av böckerna om Bombi Bitt. I banvaktsstugan ligger Piratenmuseet.
Färs härads sparbank och dess efterträdare hade länge en filial i Vollsjö. Detta kontor lades ner på 2010-talet. Bankaktiebolaget Södra Sverige öppnade en filial i Vollsjö 1917 och blev en del av Handelsbanken två år senare. År 2015 flyttade Handelsbanken in i lokalen på torget som sparbanken lämnat. Den 28 maj 2021 stängde kontoret och Vollsjö blev utan bankkontor.

## Kända personer från Vollsjö
I Vollsjö växte Fritiof Nilsson Piraten upp och hans far arbetade där som stins. I de historier som handlar om den skånska landsbygden har Piraten hämtat en mängd personer och miljöer från sin hemby. Samhället blev även känt för Vollsjötoffeln, som hade sitt ursprung i Vollsjö även om den industriella tillverkningen skedde först i Tormestorp och sedan i Olofström.
Heraldikern Jan Raneke föddes mitt i byn år 1914.
Kompositören och vissångaren Staffan Percy var fram till sin död bosatt på orten, likaså antikexperten Karin Laserow.